# Franklin megye (Idaho)
Franklin megye az Amerikai Egyesült Államokban, azon belül Idaho államban található. Megyeszékhelye és legnagyobb városa Preston. Lakosainak száma 14 194 fő (2020. április 1.). Franklin megye Caribou, Cache, Bannock, Bear Lake, Oneida és Rich megyékkel határos.

## Népesség
A megye népességének változása:
| Lakosok száma | 12 778 | 12 811 | 12 805 | 12 854 | 13 074 | 14 194 |
|               | 2010   | 2011   | 2012   | 2013   | 2015   | 2020   |